# Le Schpountz (film, 1999)
Cet article concerne le film de Gérard Oury. Pour le film de Marcel Pagnol, voir Le Schpountz.
Pour plus de détails, voir Fiche technique et Distribution.
Le Schpountz est une comédie française réalisée par Gérard Oury, sorti en 1999.

## Synopsis
Irénée, qui travaille avec son cousin Casimir dans l'épicerie de son oncle, rêve de devenir une vedette du cinéma. L'occasion se présente quand, au cours d'une tournée avec leur camionnette-épicerie, ils rencontrent une équipe de repérages à la recherche d'un décor pour un film en préparation. Irénée qui connait la région comme sa poche leur propose de leur venir en aide. Tant et si bien qu'il s'incruste dans l'équipe de tournage et finit par devenir gênant. Pour se moquer de lui, l'équipe lui fait signer un faux contrat, lui proposant le rôle principal du film Le Schpountz.

## Fiche technique
- Titre : Le Schpountz
- Réalisation : Gérard Oury, assisté de David Artur
- Scénario : Albert Algoud, Gérard Oury, d'après un scénario et une histoire de Marcel Pagnol
- Dialogues : Albert Algoud, Gérard Oury
- Décors : Dominique André
- Costumes : Jacqueline Bouchard
- Photographie : François Lartigue
- Son : Alain Sempé
- Montage : Catherine Kelber
- Musique : Vladimir Cosma
- Production : Alain Poiré
- Société de production : TF1 Films Productions
- Société de distribution : Gaumont Buena Vista International
- Pays de production :  France
- Langue originale : français
- Format : couleurs - 35 mm - Son Dolby numérique
- Genre : comédie
- Durée : 84 minutes
- Date de sortie :
  - France : 25 août 1999

## Distribution
- Smaïn : Irénée
- Sabine Azéma : Françoise
- Ticky Holgado : Oncle Baptiste
- Martin Lamotte : Brenner
- Jean-Jérôme Esposito : Casimir
- Éric Boucher : Bartok
- Annie Grégorio : Tante Clarisse
- Eric Petitjean : Astruc
- Christophe Giordano : Dromart
- Rémy Roubakha : Martelette
- Jean-Marie Juan : Delhomme
- Fabrice Roux : Meynard
- Philippe Beglia : Couturier
- Carole Brenner : Julie
- Jean-Marie Winling : Le professeur
- Marcel Philippot : Dominique
- Nicole Viala : Madame Fenouze
- Edmonde Franchi : Madame Aubanel
- Jean Maurel : Le vieux
- Yves Belluardo : Le SDF
- Georges Neri : Le client des anchois
- Frédéric Bouraly : Un flic
- Carole Franck : L'hôtesse de la société de production
- Raoul Curet : Le curé
- Patrice Abbou : Le coursier à scooter
- Clothilde Baudon : Églantine
- Mathieu Pommier : Jean Jérôme
- Jean Dell : Le journaliste
- Christophe Guybet : Un vigile
- David Artur : L'étudiant
- Joseph Bessone : Le client du village

## Autour du film
- C'est le dernier film de Gérard Oury, qui était âgé de 80 ans à l'époque du film.
- Il s'agit d'un remake du film tourné en 1938 par Marcel Pagnol, avec Fernandel dans le rôle principal
- Une partie du thème musical, signé Vladimir Cosma, est une reprise de l'une de ses précédentes créations pour le film Pleure pas la bouche pleine.
- Avec moins de 200 000 entrées, le film est un échec commercial.